# Chloé Graftiaux
Chloé Graftiaux (Bruxelles, 18 luglio 1987 – Courmayeur, 21 agosto 2010) è stata un'arrampicatrice e alpinista belga.
Ha praticato le competizioni di difficoltà e boulder, l'arrampicata in falesia, il bouldering, le vie lunghe, l'arrampicata su ghiaccio e l'alpinismo.
Ha perso la vita nel 2010 in un incidente alpinistico, durante la discesa dall'Aiguille Noire de Peuterey.

## Biografia
Chloé Graftiaux cominciò ad arrampicare ad otto anni con la sorella Alix, cominciando ad emergere nelle competizioni sportive d'arrampicata dal 1999. Due anni più tardi debuttò nella categoria senior, riuscendo lo stesso anno ad ottenere la prima di una lunga serie di vittorie in ambito nazionale. Nel 2006 si trasferì a Grenoble, avvicinandosi alle montagne con l'intenzione di iscriversi all'Ecole Nationale de Ski et d’Alpinisme (ENSA) di Chamonix e di diventare guida alpina.
Nel 2010 si classificò al terzo posto della classifica di Coppa del mondo Boulder organizzata dalla International Federation of Sport Climbing (IFSC); nello stesso anno, a gennaio, Chloé Graftiaux aveva vinto l'Ice Master in Val di Daone.
Il 21 agosto 2010, al termine di una salita sull'Aiguille Noire de Peuterey l'alpinista belga è morta discendendo dal versante sud della montagna. In fase di rientro, scendeva slegata dal compagno di cordata: ad ucciderla pare sia stato un blocco di roccia staccatosi dalla parete che la colpì alla testa. Il colpo l'avrebbe fatta precipitare per diverse centinaia di metri, non lasciandole scampo.

## Palmarès

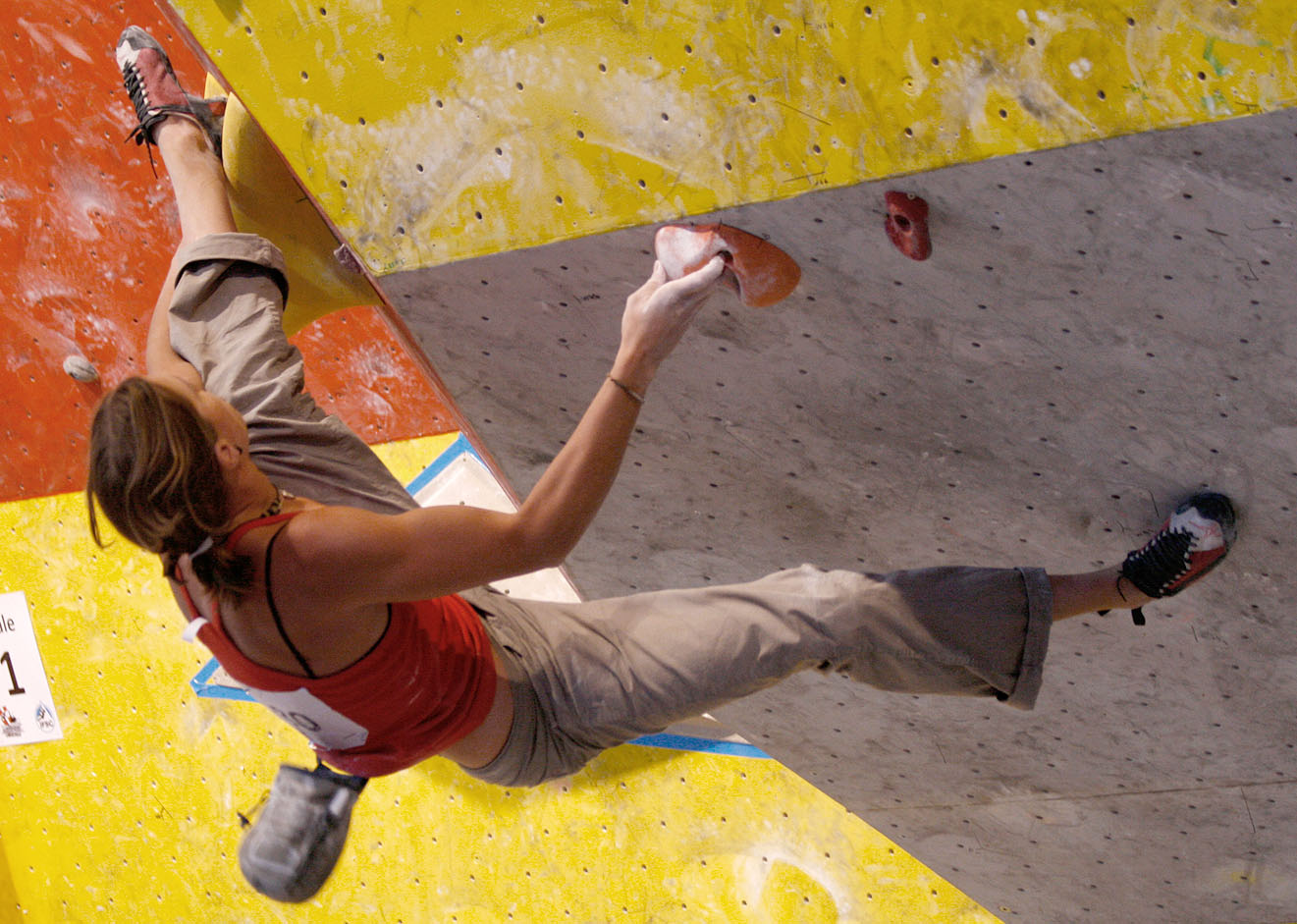
Chloé impegnata a Vienna nella seconda prova della Coppa del mondo boulder 2010

### Coppa del mondo
|         | 2004 | 2005 | 2006 | 2007 | 2008 | 2009 | 2010 |
| ------- | ---- | ---- | ---- | ---- | ---- | ---- | ---- |
| Lead    | 17   | 15   | 25   |      | 27   |      |      |
| Boulder |      |      | 6    | 7    | 8    | 4    | 3    |

### Campionato del mondo
|         | 2005 | 2007 | 2009 |
| ------- | ---- | ---- | ---- |
| Lead    | 34   | 23   | 17   |
| Boulder | 39   | 8    | 11   |
| Speed   |      |      | 23   |

### Coppa del mondo di arrampicata su ghiaccio
|      | 2008 | 2009 | 2010 |
| ---- | ---- | ---- | ---- |
| Lead | 14   | 5    | 4    |

## Statistiche

### Podi in Coppa del mondo boulder
| Stagione | 1º | 2º | 3º | Podi totali |
| -------- | -- | -- | -- | ----------- |
| 2006     |    |    |    |             |
| 2007     |    | 1  | 1  | 2           |
| 2008     |    |    |    |             |
| 2009     |    |    |    |             |
| 2010     | 2  | 1  | 1  | 4           |
| Totale   | 2  | 2  | 2  | 6           |

## Falesia e boulder
In falesia ha scalato fino all'8b+ lavorato e all'8a a vista, nel boulder fino all'8A. Ha vinto il Melloblocco nel 2009 (pari merito) e 2010.

## Vie lunghe
Alcune delle vie lunghe più difficili da lei salite:
- Freerider - El Capitan (USA) - 2009 - Salita con Cédric Lachat, tutta in libera a parte due tiri[9]
- The Nose - El Capitan (USA) - 2009 - Tutta in libera a parte tre tiri
- Les intouchables - Trident du Tacul (FRA) - 2009 – 250 m/7c+ Via di Michel Piola del 1992
- Triple Directe - Grand Capucin (FRA) - 2006 – 400 m/7c

## Vie alpinistiche
Nel seguente elenco sono riportate alcune delle vie alpinistiche più significative salite da Chloé Graftiaux.
- Mitchka - Meije - 13 agosto 2010 - Prima salita femminile con Estelle Dall'Agnol, 800 m/ED+[11]
- Les Anneaux Magiques - Pilastro Rosso di Brouillard - 2010 - ED
- Anouk - Petites Jorasses - 2009 - ED-
- Pilone Centrale del Freney - Monte Bianco - 2009 - TD+
- Cresta Kuffner - Monte Maudit - 2008
- Via a Z - Meije - 2008
- Via Rébuffat - Pavé - 2008
- Sperone Frendo - Aiguille du Midi - 2008
- Traversata Aiguilles du Diable - Aiguilles du Diable - 2008
- Pilastro Gervasutti - Mont Blanc du Tacul - 2008
- Via Allain-Leininger - Meije - 2006